# Gonçalo Tocha
Gonçalo Tocha (Lisboa, 13 de Janeiro de 1979), é um realizador, e produtor de cinema português, conhecido por ter realizado os premiados documentários, Balaou e É na Terra Não É na Lua.

## Biografia
Gonçalo Tocha, nasceu em Lisboa no dia 13 de Janeiro de 1979 de pais açorianos, oriundos da Ilha de São Miguel. Cresceu em Sacavém e licenciou-se em Língua e Cultura Portuguesa na Faculdade de Letras da Universidade de Lisboa.
Enquanto estuda na faculdade, funda em parceria com a associação de estudantes, o NuCiVo (Núcleo de Cinema e Vídeo), tendo ficado encarregue da programação e realização de documentários de cariz político.  É também durante período que funda com Ana Bacalhau e Dídio Pestana a banda Lupanar. 
Continua a trabalhar como programador no ABC-CineClube, do qual se tornou sócio em 2001, e no Incrivel Club da Sociedade Filarmónica Incrivel Almadense em Almada. 
Realiza em 2007, em homenagem à sua mãe, a sua primeira longa-metragem intitulada Balaou. Com este filme ganha dois prémios no IndieLisboa de 2007 e a revista norte-americana Variety coloca-o entre os melhor filmes não-estreados nos Estados Unidos da América. 
De entre a sua obra, destaca-se o premiado documentário "É na Terra não é na Lua", realizado totalmente na Ilha do Corvo para onde se mudou em 2007. Lançado em 2011, estreou no Festival Internacional de Cinema de Locarno onde obteve uma menção honrosa.
Seguem-se o também premiado A Mãe e o Mar e a curta-metragem The Trail of a Tale, nomeada vencedora do Concurso Action4Climate do Banco Mundial, por um júri encabeçado por Bernardo Bertolucci. 
Paralelamente à sua carreira como realizador, Gonçalo Tocha é também músico e compositor. Na adolescência fez parte de bandas  pós-punk depressivo e foi um dos fundadores da banda Lupanar, entretanto extinta. Em 2004, criou em parceria com Dídio Pestana, o duo TochaPestana de música popular de baile; e em 2010 lançou o seu projecto a solo Gonçalo Gonçalves, onde assume a faceta de cantor romântico. 
Compôs também para bandas sonoras para espectáculos de dança, peças de teatro e para documentários de outros realizadores, nomeadamente para os Elogio ao 1\2 e  Da Pele à Pedra, realizados por Pedro Sedas Nunes. 
Foi viver para a ilha do Faial, em 2017, onde comprou a casa que serviu de residência para a comissão científica encarregue de estudar e registar a erupção do vulcão dos Capelinhos e da qual fazia parte Raquel Soeiro de Brito, a quem homenageou com um ciclo de exposições e projecção de filmes em 2021. 

## Prémios
Os seus filmes têm sido galardoados em vários festivais. 
Com Balaou, realizado em homenagem à sua mãe:
- Foi distinguido, na edição de 2007 do IndieLisboa com os prémios de Prémio de Melhor Fotografia para Longa-Metragem Portuguesa e o Prémio Tobis para Melhor Longa-Metragem Portuguesa [21][22][7]
- A revista Variety considerou esta longa-metragem como um dos melhores filmes por estrear nos Estados Unidos da América [8]

Por É na Terra não é na Lua, recebeu vários prémios, entre eles: 
- Obteve uma Menção Especial do Júri no Festival Internacional de Cinema de Locarno, no qual estreou em 2011
- Foi considerado o Melhor Documentário no Festival Internacional de Cinema de São Francisco de 2012, tendo recebido o Golden Gate Award [24]
- No Festival Internacional de Cinema Independente (Buenos Aires), ganhou o prémio de Melhor Filme na categoria Cinema do Futuro [25][26]
- Recebeu também o Grande Prémio Cidade de Lisboa, na edição de 2011 do Doclisboa [27][28][29]
- Ganhou o prémio de Melhor Documentário nos Prémios Sophia, atribuídos pela Academia Portuguesa de Cinema, em 2013. [30]

Volta a ser premiado no IndieLisboa, desta vez em 2013, com o Prémio TAP para Documentário Português com Torres & Cometas. 
É novamente distinguido com múltiplos prémios por A Mãe e o Mar, documentário em que se debruçou sobre as pescadeiras, também conhecidas como mulheres-arrais: 
- É galardoado com o Prémio Liscont no DocLisboa de 2013 [34]
- É seleccionado para ser o filme de abertura do Festival de Documentários do MoMa (EUA) em 2013 [35][36]
- No CINEPORT - Festival de Cinema de Países de Língua Portuguesa (Brasil) de 2014, ganha o prémio de Andorinha Longa para Melhor Montagem Documentário[37]
- Em 2015, recebe uma Menção Especial no FlumenFest - Festival Internacional de Cinema do Minho (Portugal)

A sua curta-metragem sobre as alterações climáticas, intitulada The Trail of a Tale, é nomeada vencedora no Concurso Action4Climate do Banco Mundial em 2014, por um júri composto por nomes como Bernardo Bertolucci, Fernando Meirelles, Mika Kaurismaki, Wim Wenders, entre outros. 

## Filmografia seleccionada

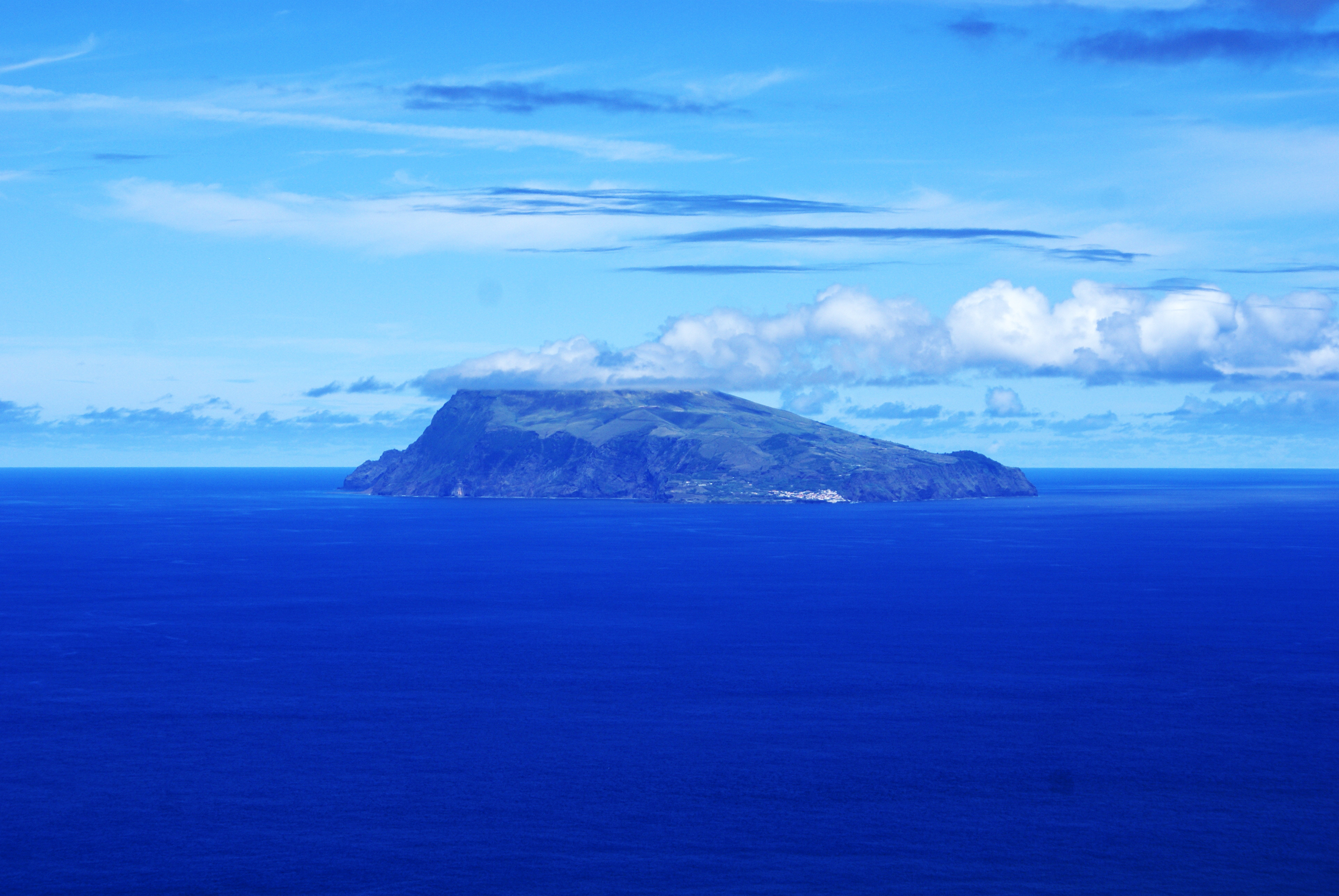
Ilha do Corvo onde foi filmado do documentário É na Terra, Não é Na Lua.

Realizou: 
- 2006 - Bye, Bye My Blackbird [4][43]

- 2007 - Balaou [44]
- 2008 - A Febre Amarela

- 2011 - É na Terra Não É na Lua

- 2012 - Torres & Cometas [45]

- 2013 - A Mãe e o Mar [46]
- 2014 - The Trail of a Tale [47]